# كأس الاتحاد الإنجليزي 2003–04
كأس الاتحاد الإنجليزي 2003–04 (بالإنجليزية: 2003–04 FA Cup)‏ هو الموسم 123 من  كأس الاتحاد الإنجليزي. الذي يشرف على تنظيمه الاتحاد الإنجليزي لكرة القدم، وفاز فيه مانشستر يونايتد.